# Binomiale toets
In de statistiek is een binomiale toets een statistische toets om na te gaan of de trekkingen uit een dichotome populatie met een voorgeschreven kans op succes plaatsvinden. Dat houdt in dat het aantal successen in de trekkingen een binomiale verdeling heeft met onder de nulhypothese een voorgeschreven waarde van de succeskans.

## Definitie
Laat de stochastische variabele {\displaystyle X} het aantal successen zijn in {\displaystyle n} bernoulli-pogingen, dus binomiaal verdeeld zijn met parameters {\displaystyle n} en succeskans {\displaystyle p}.
De binomiale toets voor het toetsen van de nulhypothese
{\displaystyle H_{0}:p=p_{0}}
is gebaseerd op de toetsingsgrootheid {\displaystyle X}.
Onder de nulhypothese is {\displaystyle X} binomiaal verdeeld met parameters {\displaystyle n} en {\displaystyle p_{0}}, beide bekend.
Toetst men tegen de tweezijdige alternatieve hypothese 
{\displaystyle H_{1}:p\neq p_{0}},
dan is de p-waarde of overschrijdingskans van de uitkomst {\displaystyle X=k}:
{\displaystyle 2\min\{P(X\leq k|H_{0}),\,P(X\geq k|H_{0})\}}
Als de alternatieve hypothese enkelvoudig is, bijvoorbeeld
{\displaystyle H_{1}:p>p_{0}},
dan is de overschrijdingskans van de uitkomst {\displaystyle X=k}:
{\displaystyle P(X\geq k|H_{0})}

## Voorbeeld
De tekentoets is een speciaal geval van een binomiale toets met {\displaystyle p_{0}=1/2}. In een medisch experiment met een nieuw bloeddrukverlagend middel wordt als pilot aan 25 proefpersonen het middel toegediend. Voordat het middel is toegediend wordt eerst de (diastolische) bloeddruk gemeten, en eveneens een uur na het toedienen. Een daling van de bloeddruk wordt als een succes (+) opgevat. Van 17 proefpersonen bleek de bloeddruk gedaald (+). De alternatieve hypothese is in dit geval eenzijdig:
{\displaystyle H_{1}:p>{\tfrac {1}{2}}}
De overschrijdingskans van de uitkomst {\displaystyle X=17} is:
{\displaystyle P(X\geq 17|H_{0})=\sum _{i=17}^{25}{\binom {25}{i}}\left({\tfrac {1}{2}}\right)^{25}=0{,}0216}
Dit is klein genoeg om aan te mogen nemen dat het middel effectief is.